# Parornix compsumpta
Parornix compsumpta is een vlinder uit de familie mineermotten (Gracillariidae). De wetenschappelijke naam is voor het eerst geldig gepubliceerd in 1987 door Triberti.
De soort komt voor in Europa.